# Tarare brise-insectes
Le tarare brise-insectes ou tarare insecticide, ou tue-teignes, est un instrument agricole, dérivé du tarare, inventé au XIXe siècle. Sa fonction était de tuer les insectes vivant dans les grains de blé, principalement le charançon et l'alucite, en soumettant les grains à des chocs violents et multiples, avant de les trier par densité.

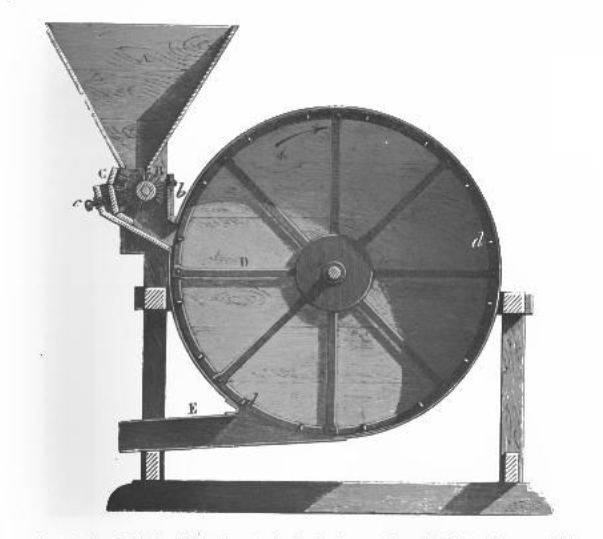
Coupe verticale du tarare brise-insectes (modèle à arbre horizontal).

## Description
La pièce principale du tarare brise-insectes est une roue, renfermée dans un tambour en tôle, d'un diamètre de 1 m ou 1,2 m, munie de 6 à 8 aubes. Celles-ci, dont la fonction est de battre les grains, sont profondes de 6 à 10 mm seulement et constituées de fers ronds laissant des jours pour limiter l'effet de ventilation et au contraire multiplier les chocs des grains.  
L'arbre de la roue peut être vertical ou horizontal. Cette roue, entraînée par un manège, ou par un homme seul, tourne à une vitesse d'environ 36 tours par minute. La vitesse est réglable par une commande de l'arbre. 
L'alimentation se fait par une trémie à ouverture réglable dans laquelle est versé le blé à traiter. Au passage, des brosses rotatives servent à détacher les œufs éventuellement présents sur les grains.
À la base, un conduit tangentiel permet d'éjecter le blé traité à une dizaine de mètres, distance variable selon la densité des grains — le meilleur blé étant celui qui est projeté le plus loin.   

## Histoire
L'alucite des céréales est apparue pour la première fois en France vers 1750 dans l'actuel département de la Charente-Maritime, puis s'est progressivement établie dans le reste du pays, atteignant la Loire vers 1860. En 1849, le ministre de l'Agriculture avait chargé Félix Édouard Guérin-Méneville, naturaliste et entomologiste, d'aller étudier sur place la biologie de l'insecte, mission qui n'aboutit pas, et, vers la même époque, la société centrale d'Agriculture ouvrit un concours sur les moyens d'arrêter les ravages de l'insecte,.
En 1854, l'académie des Sciences récompensa divers travaux sur la destruction de l'alucite, et notamment ceux de Jean-Charles Herpin, médecin à Metz, sur l'emploi de la percussion et du choc mécanique, dont il avait démontré qu'ils pouvaient tuer instantanément les charançons et alucites à l'intérieur même du grain.
L'invention de cette machine est attribuée à Jean-Charles Herpin en 1843, qui la présenta sous le nom de « tarare brise-insectes ». En 1850, la société impériale et centrale d'Agriculture lui décerna une médaille d'or pour cette invention. Une autre version, le « tue-teignes » fut mise au point par Louis Doyère, alors professeur à l'Institut agronomique de Versailles, en 1854